# Admeto de Epiro
Admeto de Epiro (griego antiguo Ἄδμητος) fue rey en el siglo V a. C. de los molosos, pueblo de la región griega de Epiro, en tiempos del general ateniense Temístocles, el cual cuando era estratego máximo de Atenas se ganó la enemistad del moloso, a quien por sugerencia del ateniense se denegó una petición de ayuda y alianza. Fue abuelo de Alcetas I

## Biografía
Cuando Temístocles, a raíz de la acusación de medismo de los lacedemonios al rey espartano Pausanias, a instancias de estos, los atenienses también lo acusaron de lo mismo, el militar ateniense, quien se hallaba ostraquizado y residiendo en Argos, huyó a la isla de Corcira, y de ahí a Epiro. Al verse acorralado por sus perseguidores fue a refugiarse a la corte de Admeto. El rey epirota se hallaba ausente y fue recibido por su esposa Ftía. Cuando Admeto regresó, escuchó la demanda de asilo de Temístocles y le perdonó su papel decisivo en la denegación de ayuda del pueblo ateniense hecha por el rey. Acordó su protección y rehusó entregarlo a los comisionados espartanos y atenienses que llegaron poco después. Lo puso a salvo enviándolo por tierra atravesando el Peloponeso hasta la polis de Pidna, emplazada en la ribera del Golfo Termaico. Desde allí huyó en barco a Jonia, pasando por la isla de Tasos, y desde Éfeso escribió una carta al rey aqueménida Artajerjes I, en cuya corte terminó sus días.